# Jimmy Cleveland
Jimmy Cleveland (3. května 1926 Wartrace, Tennessee, USA – 23. srpna 2008 Lynwood, Kalifornie, USA) byl americký jazzový pozounista. Koncem padesátých letech spolupracoval s trumpetistou Milesem Davisem a hrál na jeho albech Miles Ahead (1957) a Porgy and Bess (1959). V pozdějších letech spolupracoval s dlouhou řadou dalších hudebníků, mezi něž patří James Brown, Gene Ammons, Kenny Burrell, Milt Jackson, Charles Mingus, Lalo Schifrin a mnoho dalších.